# Magadhi Prakrit
Magadhi Prakrit (Māgadhī) là một ngôn ngữ Ấn-Arya trung cổ bản địa, thay thế tiếng Phạn Vệ Đà trước đó ở các khu vực trong tiểu lục địa Ấn Độ. Nó từng được nói ở nơi ngày nay là Assam, Odisha, Bengal, Bihar và miền đông Uttar Pradesh mà sau này được mở rộng về phía đông nam bao gồm một số khu vực ngày nay là Bengal, Odisha và Assam và được sử dụng trong một số vở kịch để thể hiện cuộc đối thoại bản địa trong các ngôn ngữ Drama Prakrit. Nó được cho là ngôn ngữ được nói bởi các nhân vật tôn giáo quan trọng Đức Phật Cồ Đàm và Mahavira và cũng là ngôn ngữ của triều đại Ấn Độ Liệt Quốc Magadha và Đế quốc Maurya; một số Đạo luật của Ashoka được viết bằng thứ tiếng này.
Magadhi Prakrit sau phát triển thành ngôn ngữ Ấn-Arya Đông, trong đó có nhóm ngôn ngữ Bengal-Assam (Assam, Bengal, Rangpur, Chakma, Chittagon, Rohingya, Sylhet và những tiếng khác), nhóm ngôn ngữ Bihar (Magaha, Maithil và những tiếng khác), và tiếng Odia và những tiếng khác. Trong số tất cả các nhánh của nó, tiếng Bengal là có ưu thế nhất, với hơn 240 triệu người nói, tiếp theo là tiếng Odia và tiếng Maithil (mỗi thứ tiếng hơn 40 triệu người nói) và tiếng Bhojpur (với hơn 50 triệu người nói).